# Luz da Liberal e Nobre Arte da Cavallaria

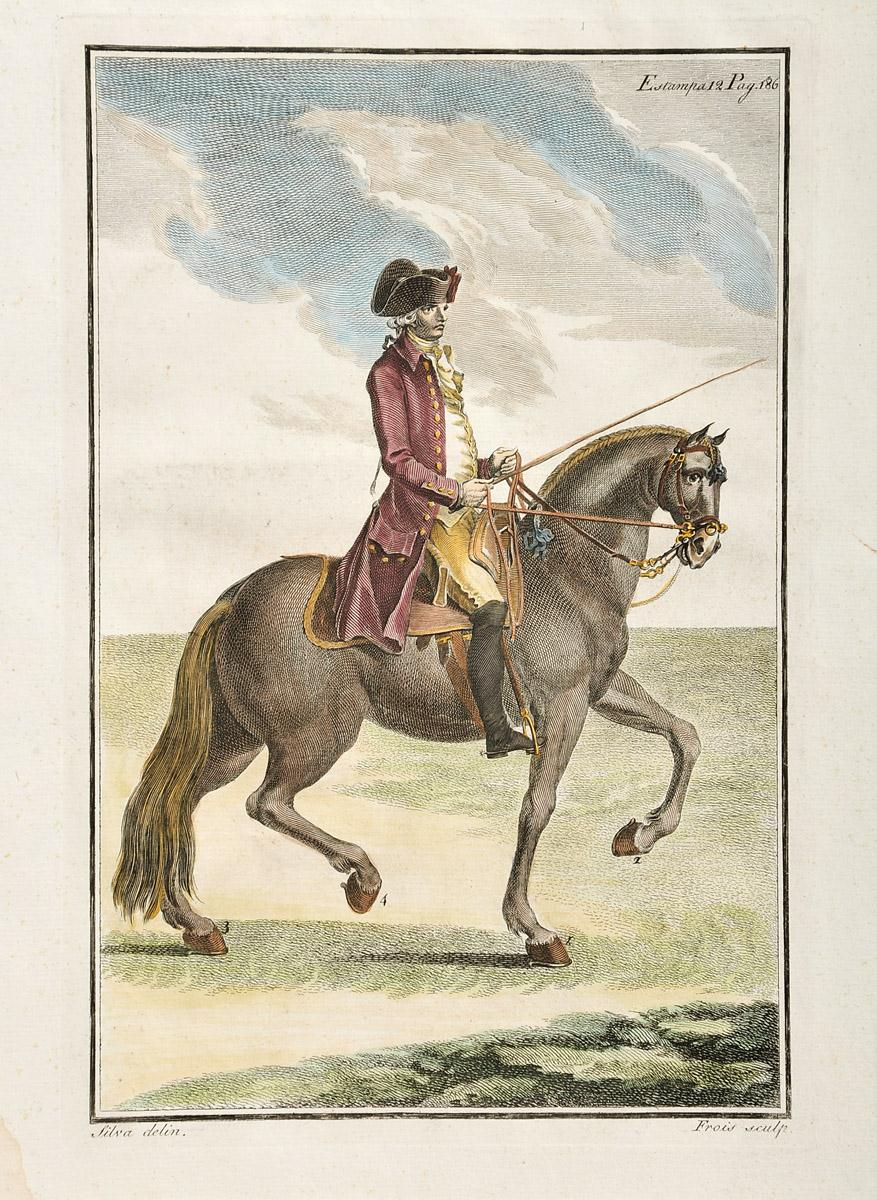
Luz da Liberal e Nobre Arte da Cavallaria, Estampa XII, p. 186. A Escola Portuguesa de Arte Equestre usa hoje trajes idênticos a este.

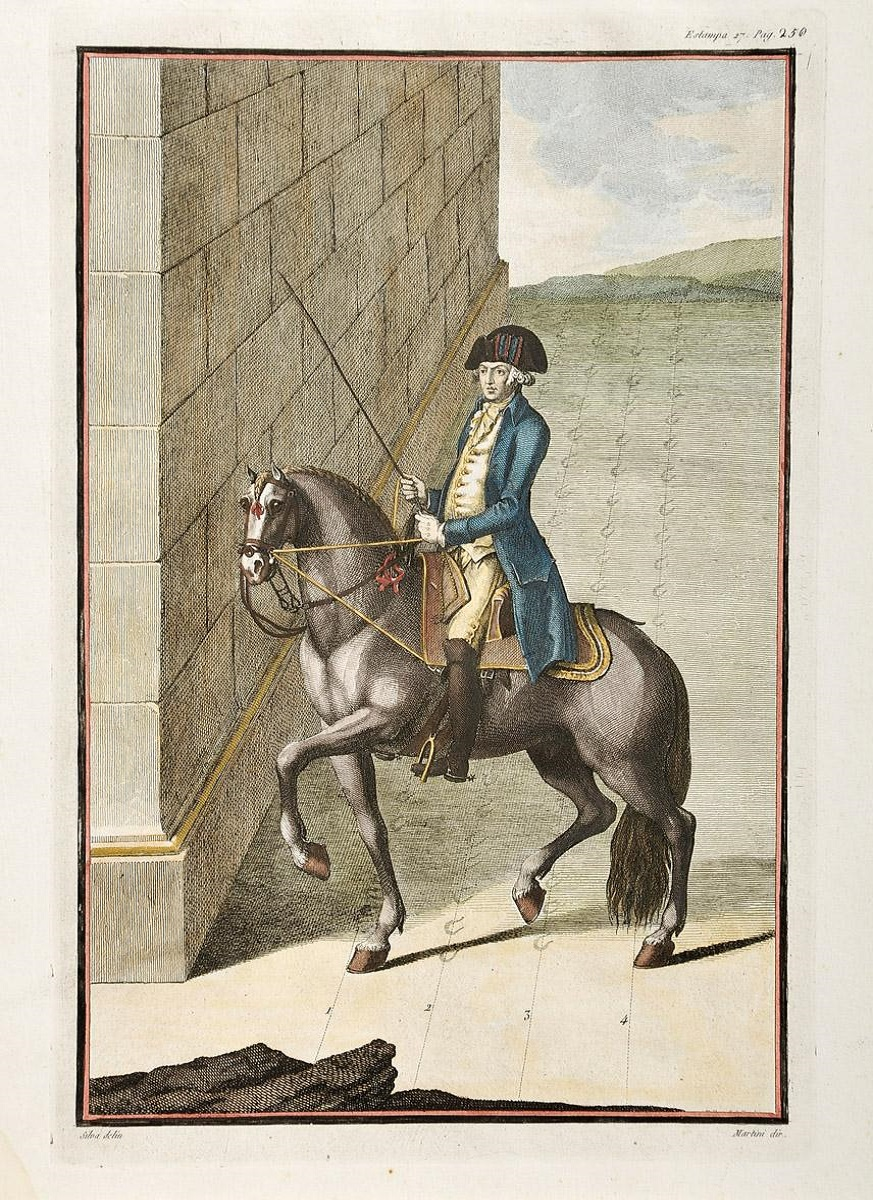
Estampa XXVII, p. 250, que trata "Do Cavalleiro, formando o ſeu Cavallo na lição, e acção da cara contra a muralha ao paſſo, e trote para a eſquerda".

A Luz da Liberal e Nobre Arte da Cavallaria offerecida ao Senhor D. João Principe do Brasil é um tratado de cavalaria da autoria de Manuel Carlos de Andrade (1755-1817), picador da Picaria Real, publicado em Lisboa, na Regia Officina Typografica, em 1790. Encontra-se organizado num volume dividido em dez livros, de 688 páginas.
A obra é o mais completo tratado de cavalaria da era do Antigo Regime, e a principal obra do género existente em toda a Europa. É uma vasta obra, que contém todos os ensinamentos da equitação, desde a baixa escola ― os andamentos básicos: passo, trote e galope ― à grandiosa arte equestre barroca, a alta escola dos séculos XVII e XVIII, especificamente os Ares Altos: o ensinamento de balotadas, capriolas, corvetas, levadas, e pousadas (ver galeria de imagens). O autor demonstra conhecer todos os autores anteriores, e não hesita, por vezes, em discordar deles, como por exemplo do Duque de Newcastle.
A obra é, para além do texto, um tesouro gráfico: inclui 93 estampas ou ilustrações, 21 delas desdobráveis. Estas são gravuras de altíssima qualidade e rara beleza. Do ponto de vista tipográfico, o livro é a obra magna da tipografia portuguesa do século XVIII. A elevada qualidade das ilustrações teve no entanto uma infeliz consequência: muitos volumes foram com o passar do tempo desfeitos, para se emoldurar as gravuras.
Os ensinamentos de equitação rigorosamente codificados nesta obra formam, juntamente com a Coudelaria de Alter, fundada por D. João V em 1748, o novo e magnífico Picadeiro Real construído por D. José em 1762 ― onde funcionou o Museu Nacional dos Coches ―, os trajes e arreios etc. conservados no museu ― com especial destaque para a sela portuguesa e teliz de D. Pedro de Alcântara e Meneses (1713-1799), o famoso 4.º Marquês de Marialva, estribeiro-mor de D. José ―, e ainda a Escola Portuguesa de Arte Equestre, sucessora moderna da antiga Picaria Real ― que usa trajes, selas e arreios idênticos aos que vemos no livro e nas coleções do museu ― um conjunto único no mundo.
Segue uma introdução ao universo da obra e, para se obter uma ideia do conteúdo, e da língua portuguesa em que foi escrito o livro, uma transcrição exacta do início dos ”argumentos” de cada livro no índice da obra; e, como exemplo, a reprodução in extenso dos argumentos do Livro III e X.

## O cavalo ibérico

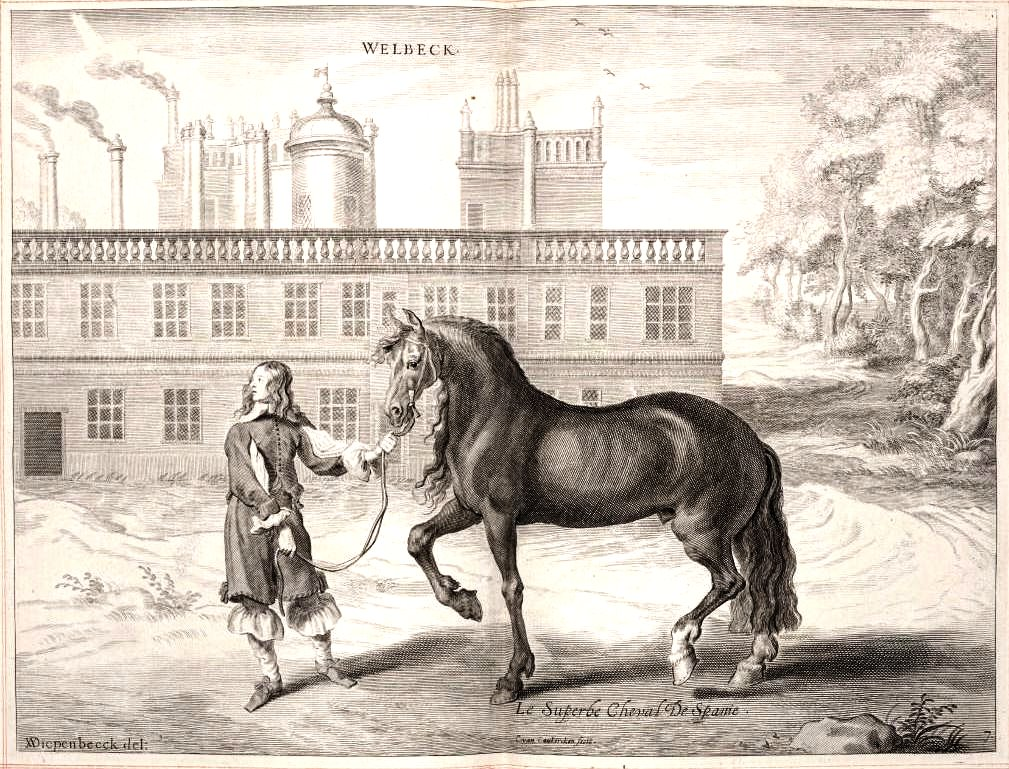
Le Superbe Cheval de Spanie, na segunda edição de A general system of horsemanship in all its branches do Duque de Newcastle (1658 & 1743).

### Filhos do Vento
Para a existência do livro de Manuel Carlos de Andrade, e fundamentalmente da Coudelaria de Alter e mesmo da Picaria Real, muito contribuiu a qualidade e características do próprio cavalo ibérico. É conhecida a sua fama desde a Antiguidade: já na Ilíada podemos ler sobre Xantos e Bálios, os imortais cavalos de Aquiles, filhos de Zéfiro, o Vento do Ocidente, que ele fez em Podarge, uma das harpias, quando a encontrou às margens do Rio Oceano. Isto seria a ocidental praia lusitana de Camões, onde a terra se acaba e o mar começa, e onde Febo repousa no Oceano. Devido a esta referência clássica são os cavalos Lusitanos por vezes apelidados de "Filhos do Vento".
Para além de referências mitológicas, a qualidade da cavalaria ibérica foi determinante várias vezes na história. Um exemplo foi a estrondosa vitória de Aníbal em Cannae em 216 a.C., quando a cavalaria pesada ibérica de Asdrúbal, no flanco esquerdo do exército de Cartago, primeiro destroçou a cavalaria de Roma no flanco direito dos romanos, depois circumdou o exército romano pela retaguarda para aniquilar a cavalaria romana no outro flanco (que combatia a cavalaria ligeira numídica), e finalmente atacou a retaguarda da infantaria romana, na talvez mais célebre manobra de duplo envolvimento da história. Mais tarde Estrabão, à era de Cristo, na sua obra magna, a Geographia, cita as palavras de Posidónio de que os cavalos da Ibéria apenas tinham como rivais os da Pártia, isto é, os persas.
Na era barroca o cavalo ibérico, ou simplesmente cavalo espanhol, era reconhecido, devido ao seu corpo curto e compacto ― "quadrado" ―, grande convexidade natural, muito forte musculatura, carácter tranquilo e generoso ― "nobre" ―, andamentos elevados naturais de grande elegância, e aparência faustosa ― "barroca" ― como o cavalo da arte equestre por excelência. Como tal, foi o favorito de practicamente todas as cortes e monarcas da Europa de meados do século XVI a fins do século XVIII. Desde 1960 encontra-se dividido, por razões que pouco têm que ver com genética, em duas raças "nacionais", o cavalo andaluz ou Pura Raza Española e o cavalo lusitano ou Puro Sangue Lusitano. Note-se que este último nada tem que ver com o Puro-Sangue propriamente dito, o thoroughbred inglês, um cavalo mais alto, mais longo ― "rectangular" ―, mais fino e mais veloz, mas também mais nervoso, menos forte, menos vistoso, e menos nobre de carácter.
A forte musculatura do cavalo ibérico, principalmente do todo-importante flanco traseiro, assim como do pescoço, aliado ao seu corpo curto e convexo, e carácter dócil e nobre, proporciona-lhe uma capacidade superior de agilidade e manobra. Tudo o que o cavalo ibérico perde em velocidade devido às suas características físicas, ganha assim em capacidade de realizar os ares da alta escola, em que não tem rival.
Isto cedo foi reconhecido na Europa, e assim se explica por exemplo porque foram importados cavalos de Espanha para formar a Escola Espanhola de Equitação de Viena, justamente por isso chamada Espanhola. Também a Real Escola Andaluza de Arte Equestre, em Jerez de la Frontera, usa obviamente cavalos Andaluzes. Mais recentemente, outras academias reconheceram o facto ao escolher este cavalo para as suas escolas. Um exemplo é a Académie Belge d’Equitation, fundada em 1987, que escolheu justamente como o seu cavalo o Lusitano. Outro exemplo é a mais recente Académie Équestre de Versailles, fundada em 2003 para proporcionar espectáculos de cavalaria no picadeiro do Palácio de Versalhes, que elegeu, também ela, o cavalo Lusitano.

## A era das academias

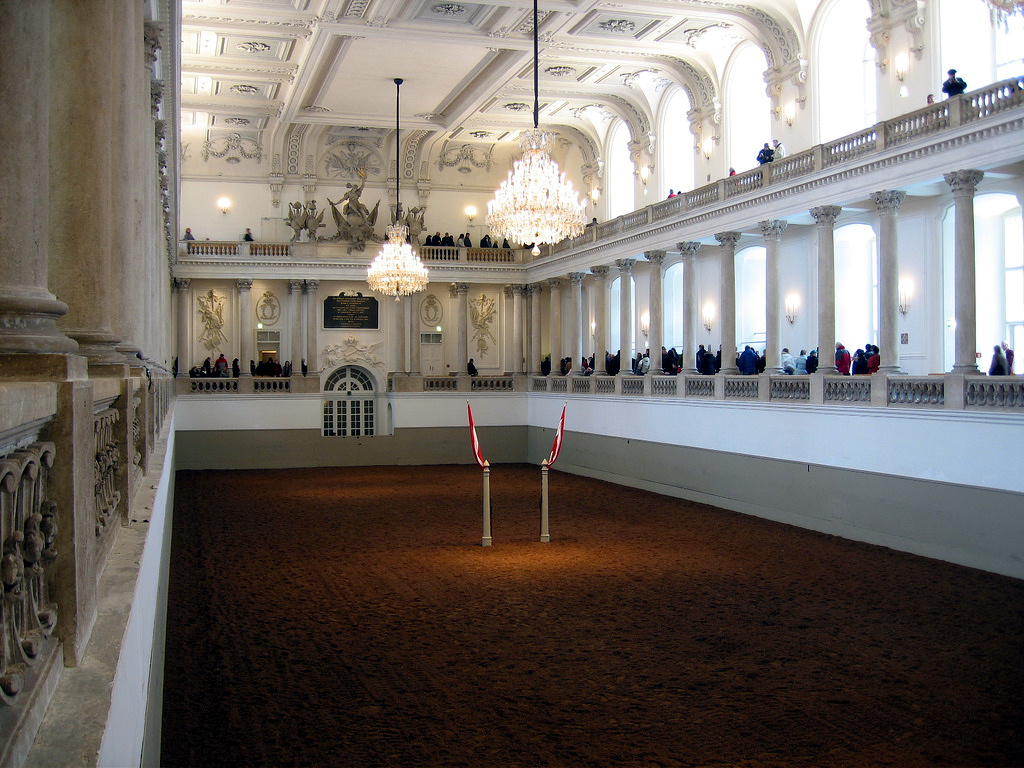
Aspecto do Picadeiro de Inverno em Viena, que o Imperador Carlos VI da Áustria mandou construir em 1729 para a Escola Espanhola de Equitação.

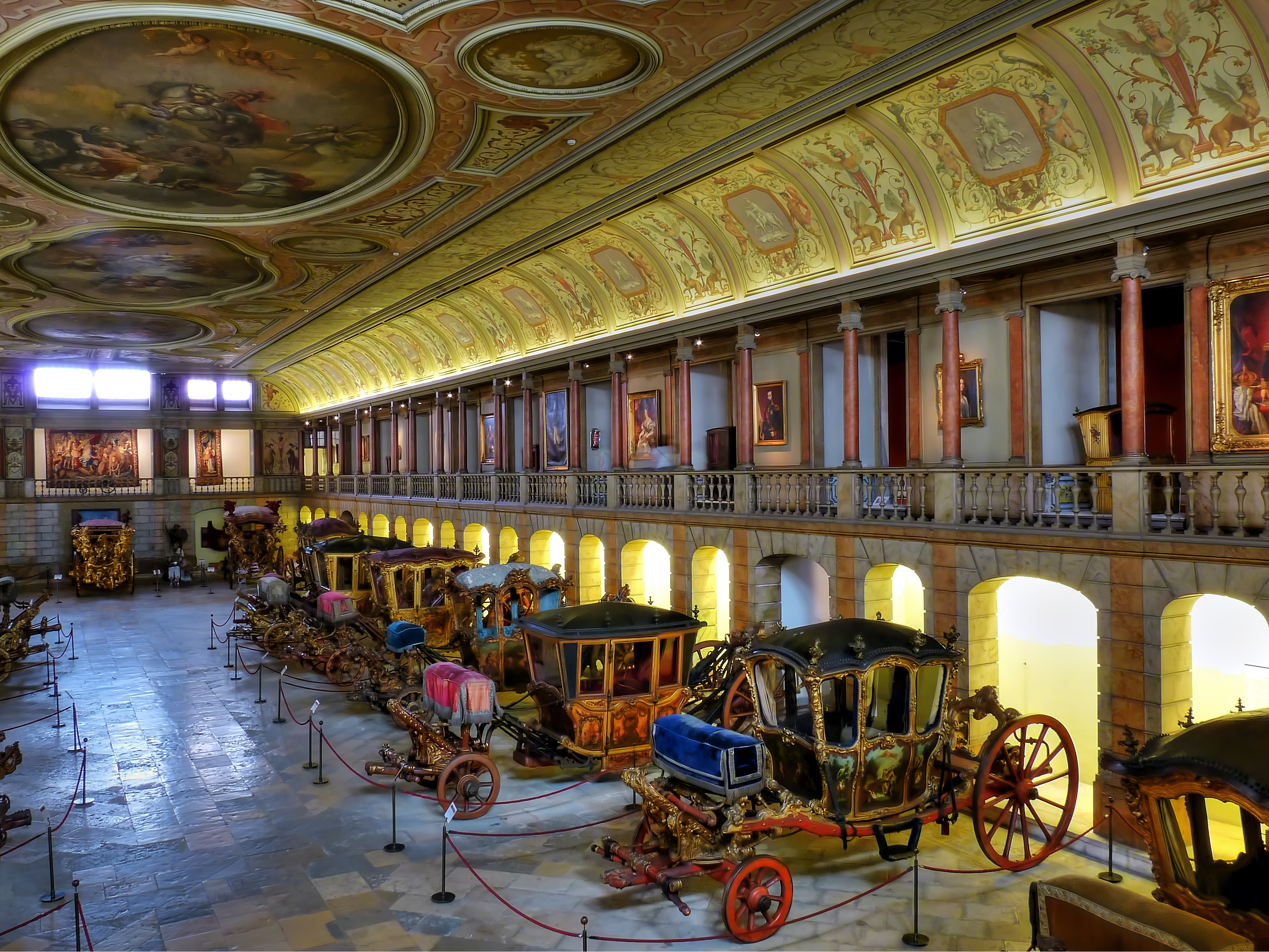
Aspecto do antigo Picadeiro Real em Lisboa, onde funcionou o Museu Nacional dos Coches, mandado construir por D. José em 1762.

### As escolas e aLuz da Liberal e Nobre Arte da Cavallaria
O século XVIII viu novo interesse pela arte equestre em toda a Europa. Em França, François de La Guérinière (1688-1751), écuyer du roy ou estribeiro do rei desde 1715 e durante o resto da sua vida, dirigiu desde esse ano uma academia equestre em Paris; e em 1730 foi nomeado director da Manège des Tuileries, o picadeiro do real Palácio das Tulherias. Ao mesmo tempo, publicava também o seu tratado École de Cavalerie em 1729-1731, um texto influente ainda hoje. E precisamente quando foi publicado o primeiro volume da obra de La Guérinière, o imperador Carlos VI da Áustria, irmão da rainha de Portugal Maria Ana de Áustria e logo cunhado de D. João V, construía o Picadeiro de Inverno no palácio imperial de Hofburg em Viena, um projecto construído de 1729 a 1735.
Portugal possuía uma tradição equestre não inferior a estas. Na realidade, se o tratado de La Guérinière foi influente à sua época, já o rei D. Duarte, justamente cognominado O Eloquente, tinha na primeira metade do século XV escrito, para além do mais famoso Leal Conselheiro, o Livro da Ensinança de Bem Cavalgar Toda Sela, nada menos que o primeiro tratado europeu sobre equitação desde Xenofonte.
Assim, enquanto em Viena era construído o Picadeiro de Inverno, D. João V promulgou em 1736 as Novas Instrucções sobre o Regimento das Coudelarias. E mais tarde, para fortalecer a Picaria Real, decidiu importar uma quantidade de éguas andaluzas e fundar em 1748 a Coudelaria de Alter, na vila alentejana de Alter do Chão. Esta é hoje, no mundo, a coudelaria que mais tempo leva de funcionamento ininterrupto no seu lugar original, a Coutada do Arneiro, de 800 ha; e o cavalo desenvolvido aqui, denominado Alter-Real, é ainda hoje o usado pela Escola Portuguesa de Arte Equestre.
Após o devastador Terramoto de 1755, o seu filho e sucessor D. José construiu o presente edifício do Picadeiro Real, onde hoje está instalado o Museu Nacional dos Coches, em 1762. Até 1769, seriam ao todo importadas 276 éguas andaluzas para a Coudelaria de Alter.
A Luz da Liberal e Nobre Arte da Cavallaria reflecte assim toda esta tradição portuguesa e europeia da arte equestre barroca, que nesta obra atinge o seu expoente máximo. Para além dos imensos detalhes relativos à arte equestre, Manuel Carlos de Andrade revela também grande erudição quanto a detalhes científicos; no Livro II, por exemplo, descreve detalhadamente a anatomia do cavalo: ossos, músculos, veias e artérias, órgãos e glândulas, cartilagens, etc., e também uma longa lista de doenças várias e males menores. Entre muitos outros temas, o autor compara também as diversas raças de cavalos ― dando, por exemplo, preferência às éguas persas, portuguesas, e espanholas; e ainda às napolitanas, "polacas ligeiras", e da baixa Normandia.
Como sempre, a obra de Andrade é no entanto um produto do seu tempo. Assim, apesar da erudição médico-científica e dos profundos conhecimentos de psicologia animal que revela possuir, o autor, de acordo com a teoria dos humores e dos quatro elementos, insiste por exemplo na percepção de que às quatro principais pelagens dos cavalos corresponderiam os quatro humores, e os quatro elementos:

Todos os Authores aſſentão de unanime acordo , em que os Cavallos tem quatro cores produzidas dos quatro humores , de que elles ſe compõem , a ſaber : Sangue , Fleuma , Colera , e Melancolia. Os ſanguineos são de côr Caſtanho maduro , Caſtanho rodado , Caſtanho dourado , Caſtanho eſcuro , Caſtanho claro [...] Os Cavallos de todas eſtas cores são de bom temperamento, maiormente ſe elles tem a cauda , as crinas , os braços , e pernas dos joelhos , e curvilhões para baixo tudo preto.

Os Cavallos ruſſos claros são fleumaticos , e da meſma fórma os ruſſos queimados , os ruſſos rodados [...]

Os Lazões são colericos, e nelles domina o fogo : ha Lazão eſcuro , Lazão claro [...] Os que provão melhor , he o Lazão toſtado , o Lazão eſcuro [...]

Os Murzellos são melancolicos. [...] Os que são malhados de Caſtanho , são bons. Os que são moſqueados , e naſcem com eſtes signaes , são da mesma ſorte bons [...].''

No entanto, o trabalho pioneiro de Clyde E. Keeler na década de 1940 com ratazanas, e mais tarde com raposas, e ainda outros estudos mais recentes nas últimas décadas, principalmente com roedores, sugerem que existe de facto uma correlação entre pelagem/pigmentação e várias desordens, como por exemplo hipertensão e problemas intestinais ou urológicos, em vários animais, o que novamente parece influenciar o seu comportamento. Possivelmente estudos futuros poderão assim confirmar ou não estes pareceres de Manuel Carlos de Andrade na sua obra de 1790.

## A alta escola e a guerra

### De "equites" a arte equestre
Sempre desde os equites romanos, e principalmente desde o cavaleiro nobre medieval, a nobreza foi uma classe guerreira que combatia a cavalo. E a alta escola tinha, ainda no século XVIII, essencialmente fins bélicos. O propósito era ensinar aos filhos da nobreza ― muitos deles oficiais de cavalaria, considerada a mais nobre arma dos exércitos ― a arte do campo de batalha. Assim, toda a própria alta escola visava fazer do animal um autêntico prolongamento do humano que o montava; e embora se possa discutir até que ponto os exercícios da alta escola ensinados na obra de Manuel Carlos de Andrade, que hoje servem apenas como espectáculo, tinham na altura aplicação prática no campo de batalha, é certo que ensinavam a controlar totalmente o animal, o que apenas seria uma vantagem no campo de batalha. A obra de Manuel Carlos de Andrade encontra-se dividida em dez livros; e por fim o último deles trata precisamente da guerra.

## A guerra simulada

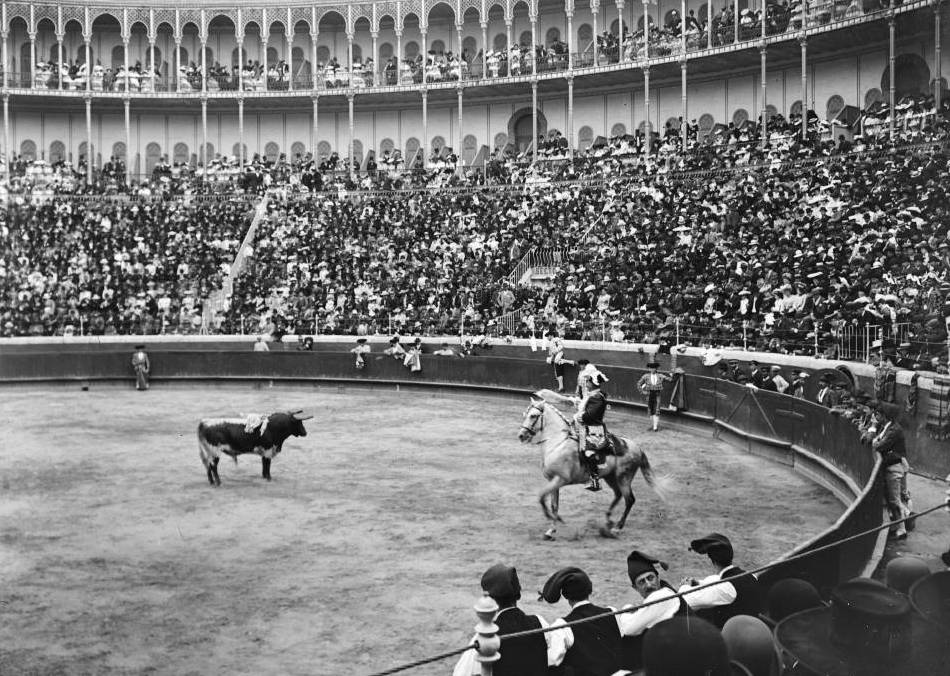
Tourada na Praça de Touros do Campo Pequeno, na capital portuguesa, no início do século XX. Nesta época a tourada tinha há muito perdido a sua função de "escola" de cavalaria dos nobres oficiais de cavalaria. No entanto, o seu carácter bélico é ainda óbvio.

### A tourada ibérica
Neste contexto, é importante lembrar a importância da tauromaquia na Península Ibérica para a arte equestre. Aqui, o combate com touros a cavalo, uma prática ancestral conhecida de crónicas árabes desde o século IX ao XII, era practicado pelos reis e pela nobreza desde sempre. No caso de Portugal, já no século XII D. Sancho I, segundo rei do jovem reino, era conhecido pelo seu gosto pelas lutas com touros. Na idade de ouro da cavalaria medieval, D. Duarte abordou mesmo elementos sobre o combate com o touro no seu mencionado Livro da Ensinança de Bem Cavalgar Toda Sela. Era uma arte que conhecia bem: como rezam as crónicas, D. Duarte "alanceava" touros com perícia.
A tourada primitiva não era assim, tal como o torneio medieval, mais que uma forma de desenvolver e testar as qualidades indispensáveis ao combate, visto por exemplo quando D. Duarte alanceou touros em Leiria nas vésperas da fatídica expedição a Tânger em 1437. Posteriormente esse papel adquiriu maior importância quando o torneio medieval, essa simulação de batalha tão importante para o exercício da arte militar, foi proibido pelo elevado número de baixas que ocasionava. 
Nos séculos XVII e XVIII, devido às mudanças da arte da guerra a cavalo, em que a carga de lança dera lugar à espada e à pistola, já não se usavam lanças contra os touros. O importante não era agora manejar a lança,  mas saber movimentar o cavalo com habilidade num terreno hostil, e aplicar golpes no inimigo de curta distância sem arriscar a monta. E a tourada, longe de alimentar saudosismos de lanças e justas medievais, e reflectindo exactamente a sua finalidade de escola bélica, acompanhou logicamente de perto a evolução militar. Sem as lanças e armaduras de outrora, e com combates de perto à espada, a importância da habilidade do cavaleiro aumentou nesta época enormemente. Isto era precisamente parte da razão porque se multiplicaram picadeiros e academias na Europa nesta altura; mas tal como antes, os fidalgos na Península Ibérica exercitavam a arte equestre contra touros nos seus domínios, a título meramente privativo, porque em tempo de paz estes animais proporcionavam uma excelente simulação do soldado de infantaria inimigo, e de todo o caos do campo de batalha.

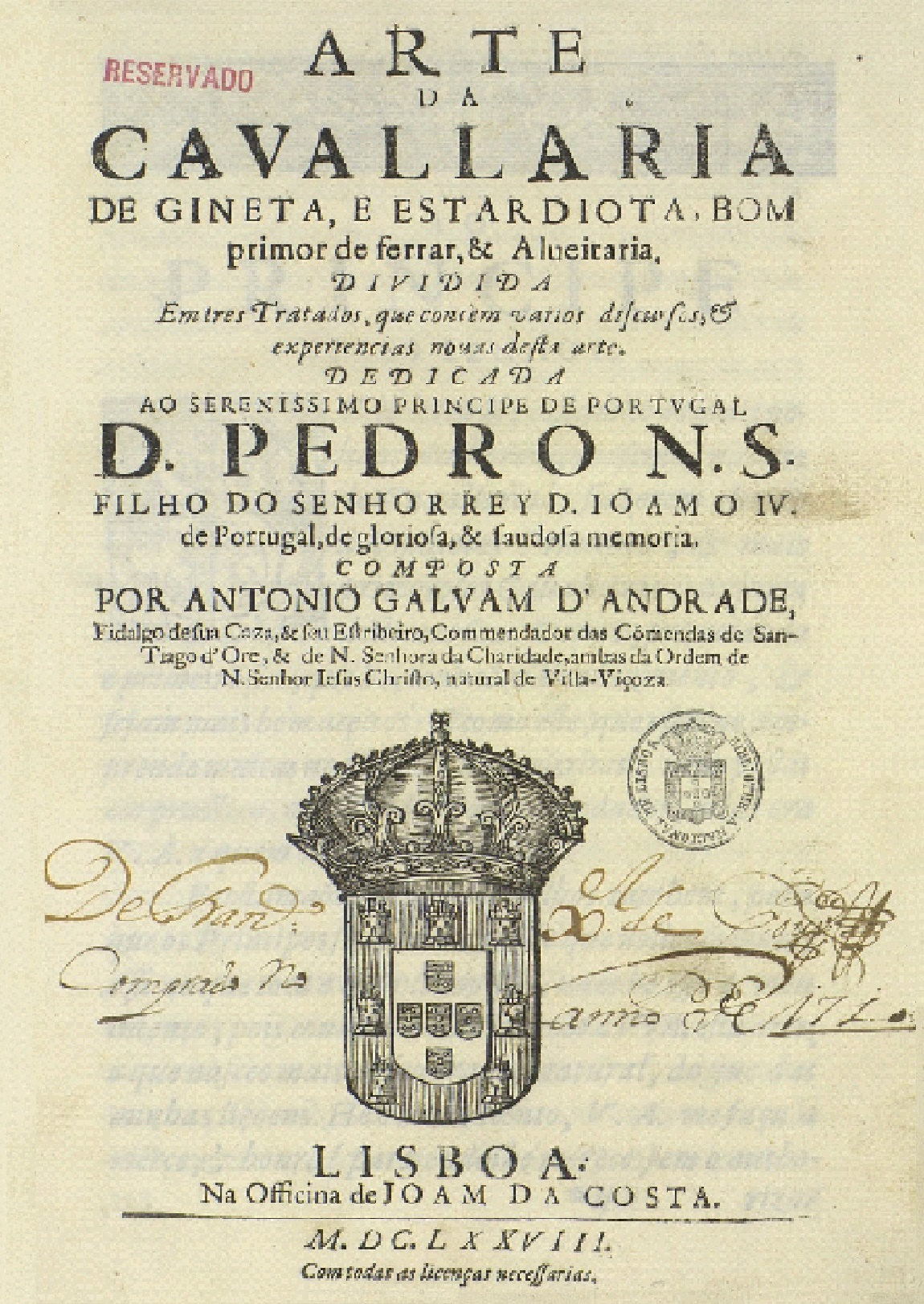
Frontispício da Arte da Cavallaria de Gineta e Estardiota de António Galvão de Andrade, o primeiro tratado de toureio em Portugal (1678).

A arte equestre na Península Ibérica estava assim, como em nenhuma outra região do mundo, intimamente ligada à arte da tauromaquia. A tauromaquia equestre hoje dita "à portuguesa" era, em toda a Península e tal como a alta escola das academias equestres europeias, um exercício de guerra em tempo de paz para os nobres dos séculos XVII e XVIII. A capacidade de um herbívoro essencialmente nervoso, que nunca no seu estado normal investiria contra um touro, investir com facilidade e calma em condições verdadeiramente extraordinárias e potencialmente muito perigosas ― tal como no campo de batalha ―, era uma excelente prova de fogo para cavalos e de habilidade para cavaleiros ― e a tourada ganhou na era do barroco o carácter, único no mundo, de alta escola aplicada. A confirmá-lo apareceu em 1678 o primeiro tratado do toureio, da autoria de António Galvão de Andrade, justamente intitulado  Arte da Cavallaria de Gineta e Estardiota, Bom Primor de Ferrar, e Alveitaria,  que contém muitos dos ensinamentos que também Manuel Carlos de Andrade, mais detalhadamente, oferece na  Luz da Liberal e Nobre Arte da Cavallaria.
As touradas públicas existiam assim simplesmente porque alguns nobres já toureavam nas suas herdades para poderem ser bons cavaleiros na guerra, e apenas para aproveitar como espectáculo em ocasiões festivas o facto de que esses fidalgos eram exímios cavaleiros. Isto é, tal como com o torneio medieval, fazia-se do exercício da arte guerreira um espectáculo ― e não o contrário.
Porém, a Guerra de Sucessão Espanhola (1701-1714) trouxe profundas mudanças em Espanha: Filipe V de Espanha, o novo rei francês, não apreciava touradas, e proibiu os nobres do seu novo reino de tourear. Isto levou ao desenvolvimento da moderna lide a pé, de cariz popular, "à espanhola", e da continuação do toureio clássico nobre, a cavalo, em Portugal.
No entanto, a lide a cavalo em Espanha, hoje chamada rejoneo, nunca desapareceu completamente; de forma muito significativa, a mais antiga praça de touros de Espanha, em Ronda, foi iniciada em 1754 e finalmente inaugurada em 1785 pela Real Maestranza de Caballería de Ronda, uma de cinco maestranzas ou associações que tinham (e têm ainda) como um dos seus objectivos manter viva a tradição equestre.
De forma igualmente significativa, justamente nesta época, Philip Astley fundava em Londres o primeiro circo da Europa, o Astley's Circus, fundado em 1768, que contava com, entre outros, espectáculos de cavalaria. Astley era um hábil cavaleiro, e publicou em 1802 o seu Astley's System of Equestrian Education. As diferenças de objectivos, estilos, e métodos entre a obra portuguesa e a inglesa, ou entre o circo e a tourada, dificilmente poderiam ser maiores: enquanto a cavalaria dos artistas profissionais de circo era puro entretenimento, ainda que por vezes de alto nível, a cavalaria tauromáquica dos fidalgos portugueses era, parafraseando von Clausewitz, uma continuação da alta escola por outros meios.

## Tradução e comentário

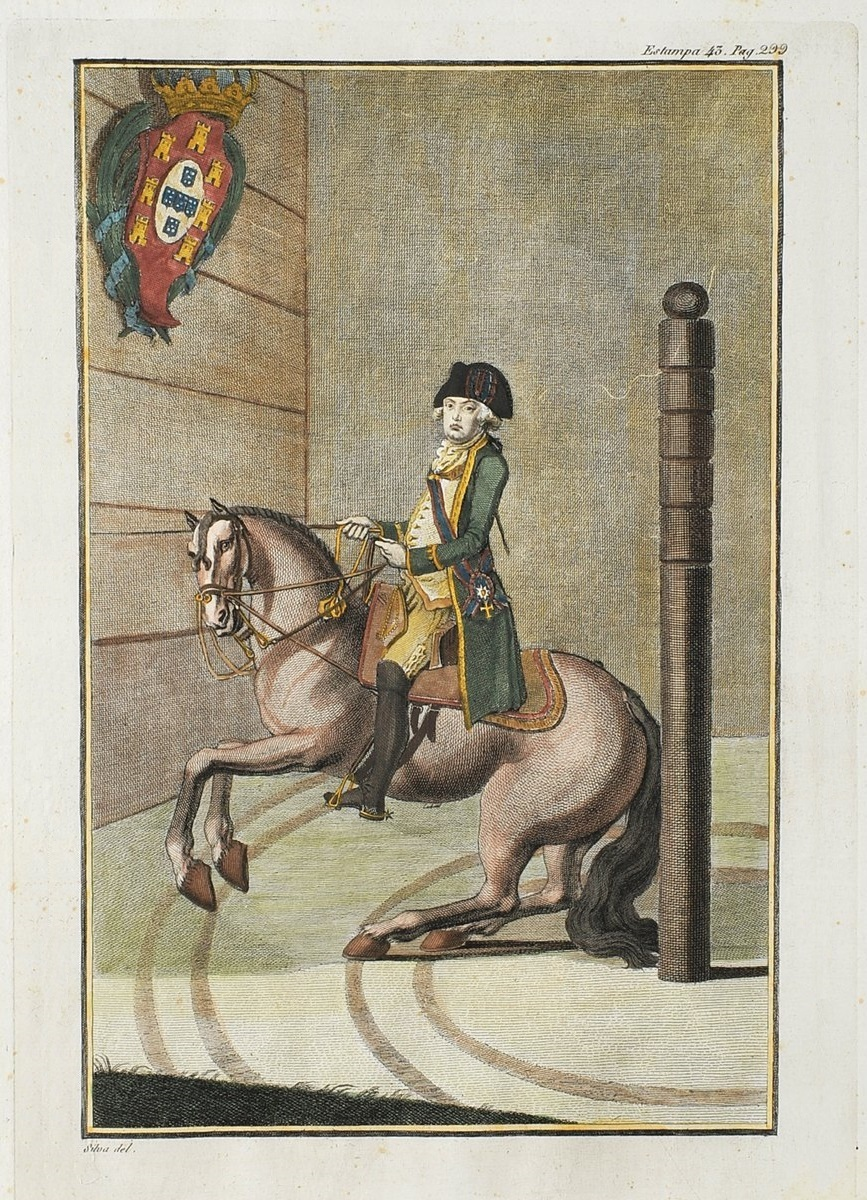
Estampa XLIII, p. 299 da obra, que trata ”Do Sereniſſimo Principe D. João enſinando hum Cavallo a formar-ſe na lição do terra á terra, dobrando-o para a eſquerda.”

A obra foi em 2006, e pela primeira vez, traduzida para um idioma estrangeiro ― alemão ― por Christian Kristen von Stetten, com o título Die edle Kunst des Reitens. Erklärungen für eine vernunftgemäße Praxis (A nobre arte de equitação. Ensinamentos para uma prática racional).

### Comentário
Numa introdução ao livro de Andrade em inglês, o tradutor comenta:

"The book is often mentioned as equal to the work of La Guérinière, but de Andrade offers an incomparably more detailed, indeed the most complete, description of the practice of baroque riding. Here, the very source of "classical" European school- and manège-riding, and thus of modern dressage, is presented with a degree of detail never reached before, and the exposé is complemented with the finest and most minute etchings of equestrian work from the 18th century."

"[...] he is the first author to attempt an "interdisciplinary scientific" rationalization of equestrian art. Drawing on the then available knowledge in the fields of anatomy, behavioural psychology, kinetics and physics, he constructs a theoretical foundation which attempts to explain and validate what correct, because rationally grounded, riding and horsemanship ought to be. De Andrade is, in that sense, the predecessor of modern holistic approaches to "horse-appropriateness"."

As gravuras a que von Stetten se refere são as 93 estampas de altíssima qualidade ao longo das 688 páginas dos dez livros da obra de Andrade, entre mais de uma vintena de diagramas vários ― anatomia do cavalo, selas e arreios, percursos na pista ― e ilustrações das lições e ares. Merece especial destaque a belíssima Estampa XXXI, na pág. 265, que mostra o Príncipe do Brasil, D. José, a cavalo, dobrando-o para a direita, com a montadura a olhar directamente para o leitor, e uma grande bandeira de Portugal como fundo. Tristemente, o príncipe herdeiro morreria em Setembro de 1788, pouco antes da obra ser impressa.
Segue agora um resumo dos "argumentos" no índice da obra.

## Índice da Obra

### Livro I

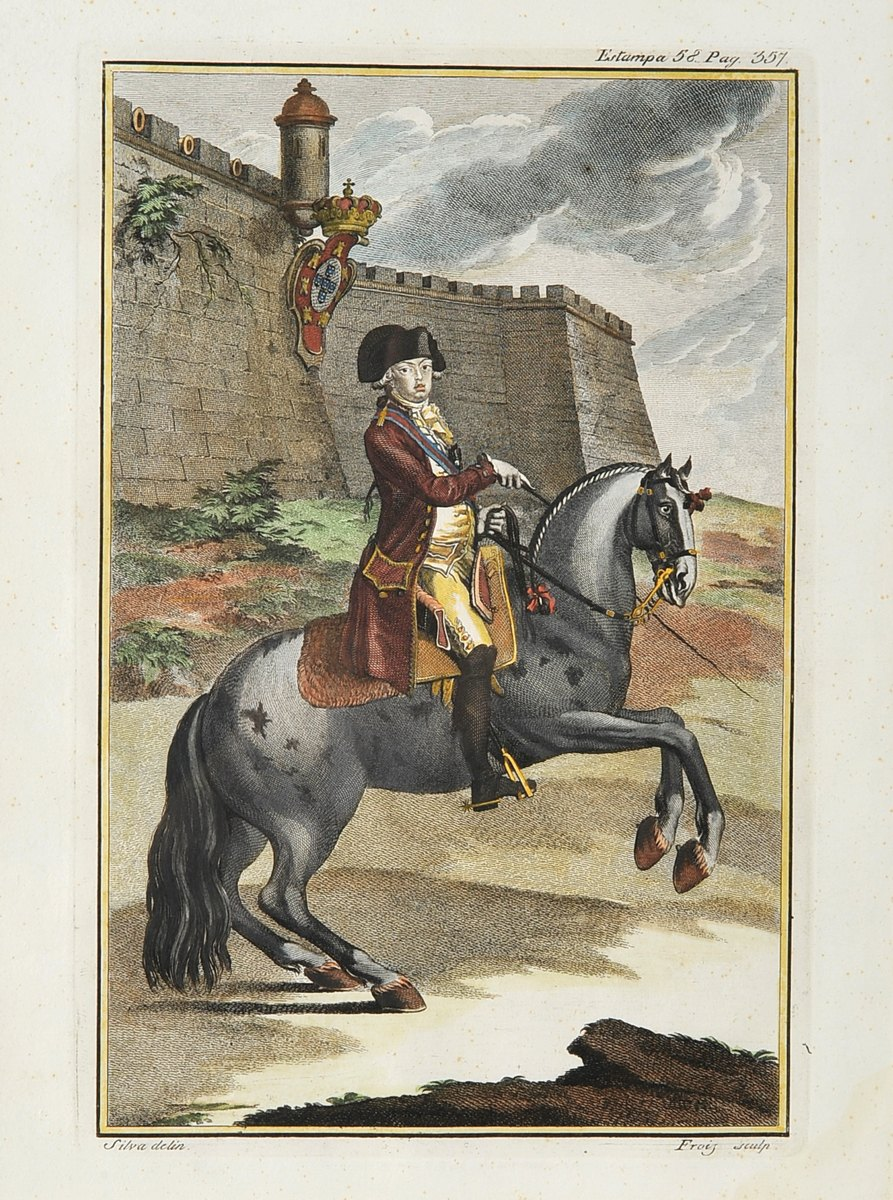
Estampa LVIII, p. 357 da obra, que trata ”Do Sereniſſimo Principe D. João enſinando hum Cavallo na lição do meio ar, dobrando-o para a direita com o freio ſó.”

#### Argumento
Moſtra-ſe a razão , por que temos pouca certeza de quem forão os primeiros Inventores da Nobre Arte da Cavallaria : nomes  dos melhores Authores , que tratão della: Obrigações civís , que devem obſervar os Pidacores , tanto para ſerem cortezes , e polidos no Picadeiro Real , e nor Picadeiros particulares , como por não ignorarem as ſuas obrigações , e regalias. Pag. 1.

Estampa I.

### Livro II

#### Argumento
Moſtra-ſe o modo , com que ſe devem repartir , e tratar os Parques : como ſe devem fazer as raças , recolher , e tratar os Potros , e as Egoas : nomes das cores dos Cavallos : nomes dos ſinaes , que devem ter os bons Cavallos , e quaes os nomes dos máos , de que ſe deve fugir , ſegundo a opinião dos melhores Authores , e creadores de raças : obſervações , que ſe podem fazer para conhecer as idades dos Cavallos , com huma breve noção das partes externas , e internas , de que ſe compõem os ſeus corpos , &c. 20.

Estampas II-III.

### Livro III

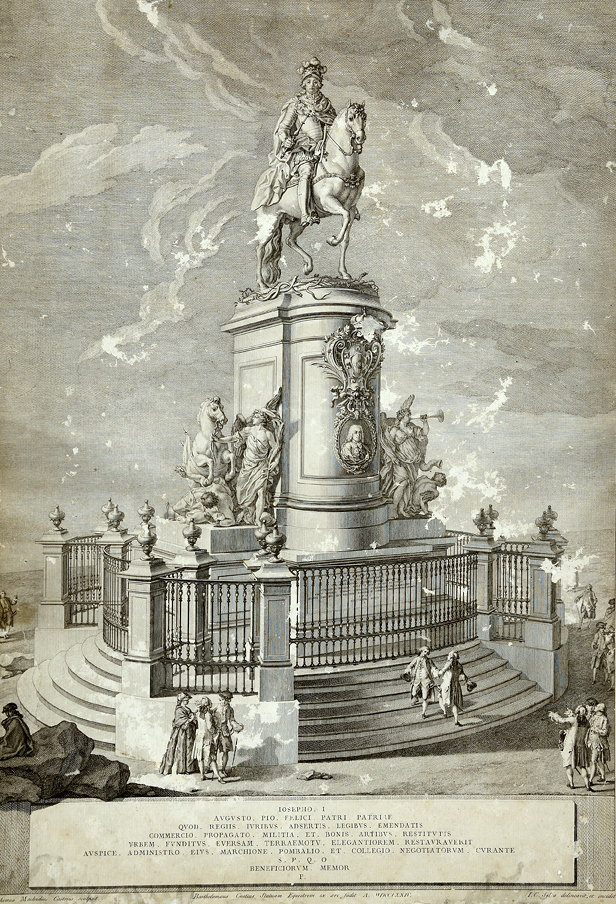
A estátua equestre de D. José no Terreiro do Paço, da autoria de Machado de Castro e inaugurada no ano de 1775, em gravura da época. Este cavalo do rei, de seu nome Gentil, era um Alter-Real, da coudelaria que D. João V fundara em 1748.

#### Argumento [integral]
Breve inſtrucção de alguns principios da Geometria para melhor intelligencia dos termos pertencentes ás lições do Manejo. Modo como ſe devem ſeparar , ou apartar os Potros das Egoas : como ſe devem enlaçar , recolher , penſar , e tratar na cavalhariça , principalmente quando os diſpuzerem para os deitar á guia , pôr-lhes a ſella , e diſpollos para aquelle exercicio , para o qual moſtrão ter mais propensão. 114.

Definições da Geometria. Ibid.

Demonſtração. 115.
 
EST. IV. De algumas figuras da Geometria. 116.

Do modo de enlaçar os Potros no Picadeiro. 117.

Do modo de pôr a cilha meſtra nos Potros. 118.

Do modo de pôr a ſella nos Potros. Ibid.

Moſtra-ſe como devem ſer fabricadas as ſellas , que ſe põem a primeira vez nos Potros. 119.

EST. V. De alguns inſtrumentos , com que ſe caſtigão os Cavallos. Ibid.

Utilidades da Guia , e de como deve ſer conſtruida. Ibid.

Modo de deitar os Potros as primeiras vezes á guia. 120.

Do modo de o obrigar as primeiras vezes a paſſar de mão. Ibid.

Continua-ſe o modo de deitar os Potros á guia. 122.

Fórma , com que ſe deve usar do chambrié.123.

Do modo de fazer paſſar o Potro de mão , obrigando-o com o chambrié. 124.

Explica-ſe que couſa he Açoute , e o modo de uſar delle.125.

Do modo de montar o Potro debaixo da guia. 126.

Explica-ſe o modo , com que se devem atar as redeas do cabeção ás cilhas para eſta lição ſer util. 127.

Differença do modo de atar as redeas do cabeção , para formar o Potro na primeira lição do trote. Ibid.

EST. VI. Do circulo de duas piſtas para a direita. 130.

Leis pertencentes aos movimentos do corpo do Cavalleiro neſta lição. Ibid.

Leis pertencentes aos movimentos dos Cavallos neſta lição. Ibid.

Defeitos , que concorrem para os Cavallos ſe não poderem formar bem no ſeu movimento , e acção ſobre o circulo. 132.

Differenças do modo de atar as redeas do cabeção ás cilhas , e ſeus effeitos , eſtando o Cavallo capaz de paſſar á lição do galope. Ibid.

EST. VII. De hum bom Cavallo andando á guia , trazendo na ſella o Pilar do cepilho. 133.

Estampas IV a VII.

### Livro IV

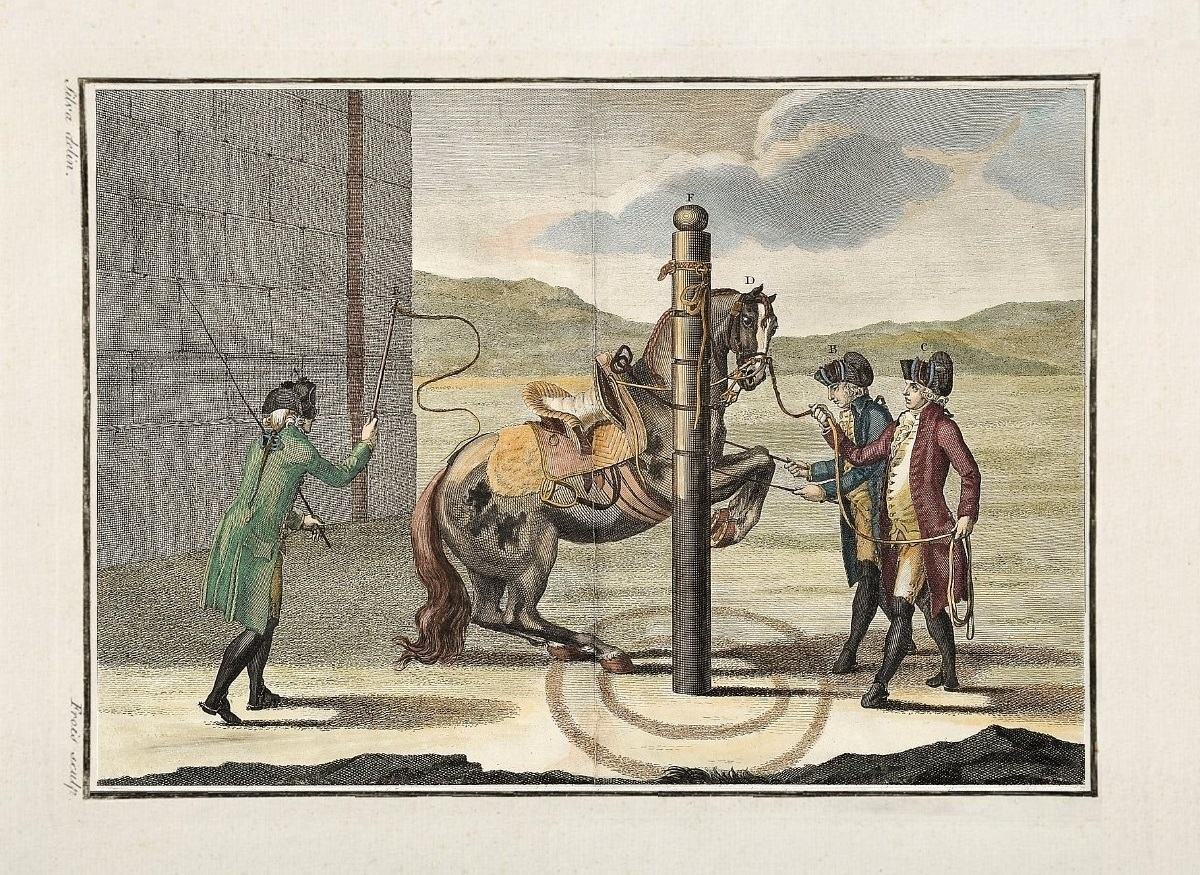
Estampa LXVIII, p. 377 da obra, que trata "De hum Cavallo na acção das Curvetas junto ao Pilão do centro ſobre a volta ſiples para a direita."

#### Argumento
Explica-ſe a fórma com que devem diſpôr os Principiantes para montar a cavallo : e as qualidades , de que devem ſer dotados os homens para ſerem bons Cavalleiros. Moſtrão-ſe tambem as que devem ter os Cavallos , em que principiarem a dar liçõ aos Principiantes, &c. 137. 

Estampa VIII.

### Livro V

#### Argumento
Definição dos nomes , que ſão proprios neſta Arte , para com o ſocorro delles poderem os Diſcipulos , livres de confusão , perceber facilmente o que lhes mandão fazer. Nomes das partes de que ſe compõem alguns arreios , e o modo de uſar delles. Moſtra-ſe qual he a origem dos sentidos naturaes dos Cavallos , e fórma com que os Cavalleiros devem ſervir-ſe das ajudas , e caſtigos , para a ſenſação ſer perceptivel aos sentidos do animal : e tambem que couſa he paſſo natural , que couſa he andadura , que couſa he o movimento do trote : modo de formar a lição dos quatro circulos para a direita , e para a eſquerda, ao paſſo , e trote. 153.

Estampas IX a XIX.

### Livro VI

#### Argumento
Moſtra-ſe qual he a origem do movimento chamado Galope ; e que couſa he a Carreira : Lição dos quatro circulos para a direita , e para a eſquerda : Lição da cara contra a muralha , ou teſta ao muro , ao paſſo , e trote. Que couſa he a Paſſada: Liçõ da garupa ao pilão, ao paſſo, e trote: Lição da volta ao revés, ao paſſo, e trote. Trata-ſe de como ſe paſſeia o Cavallo no ſeu comprimento, e da lição de terra a terra com o freio ſó. 217.

Estampas a XX a XLVII.

### Livro VII

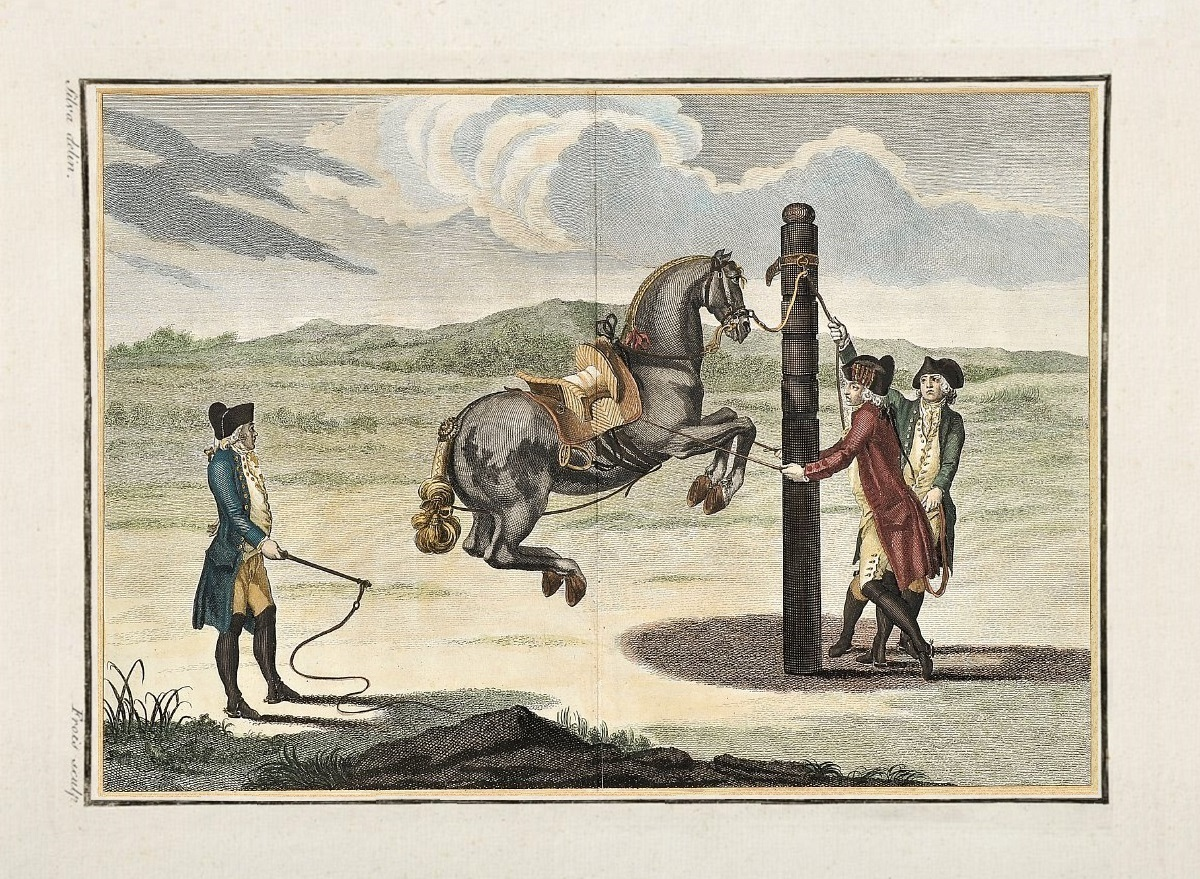
Estampa LXXVII, p. 396 da obra, que trata "De hum Cavallo na acção das Garupadas de firme a firme junto ao Pilão do centro.".

#### Argumento
Moſtra-ſe como ſe deve enſinar o Cavallo a galopar com o freio ſó : o modo de lhe enſinar a fazer toda a ſorte de paſſagens de mão : preſtimos das falſas redeas : effeitos , que fazem os differentes movimentos da mão da redea em todo o corpo do Cavallo : Lição de Terra á terra , trabalhando-o com o freio ſó : lição da volta ao revés tambem com o freio ſómente : e lição do meio ar ſó com o freio. 312.

Estampas XLVIII a LX.

### Livro VIII

#### Argumento
Trata-ſe do modo com que se deve obrigar qualquer Cavallo a formar na lição , e acção da Pirueta , e da meia Pirueta para a direita , e para a eſquerda. Fórma com que ſe devem continuar a ajudar os Cavallos entre os Pilões , para ſe diſporem para os ares altos. Moſtra-ſe que couſa he o ar das Pouſadas , e qual o melhor methodo de fazer recuar os Cavallos , obrigando-os o Cavalleiro com o freio ſó : a meſma lição das pouſadas de firme a firme junto ao Pilão do centro. Volta ao revés na acção das curvetas ſobre a direita , e esquerda , tanto ſem Cavalleiro , como depois de montados os Cavallos. 363.

Estampas LXI a LXXVI.

### Livro IX

#### Argumento
Moſtra-ſe o modo , por que ſe devem enſinar , e diſpôr os Cavallos entre os Pilões , para os formar nas lições dos ares altos ; e como ſe preparão junto ao Pilão do centro de firma a firme para aprender a fazer as Garupadas , as Balotadas , e Capriolas : qualidades , que devem ter os Cavallos deſtinados para eſtes exercicios : e o modo , por que ſe devem fazer toda a ſorte de eſcaramuças , e mais feſtejos pertencentes a eſta Arte. 394.

Estampas LXXVII a XCII

### Livro X

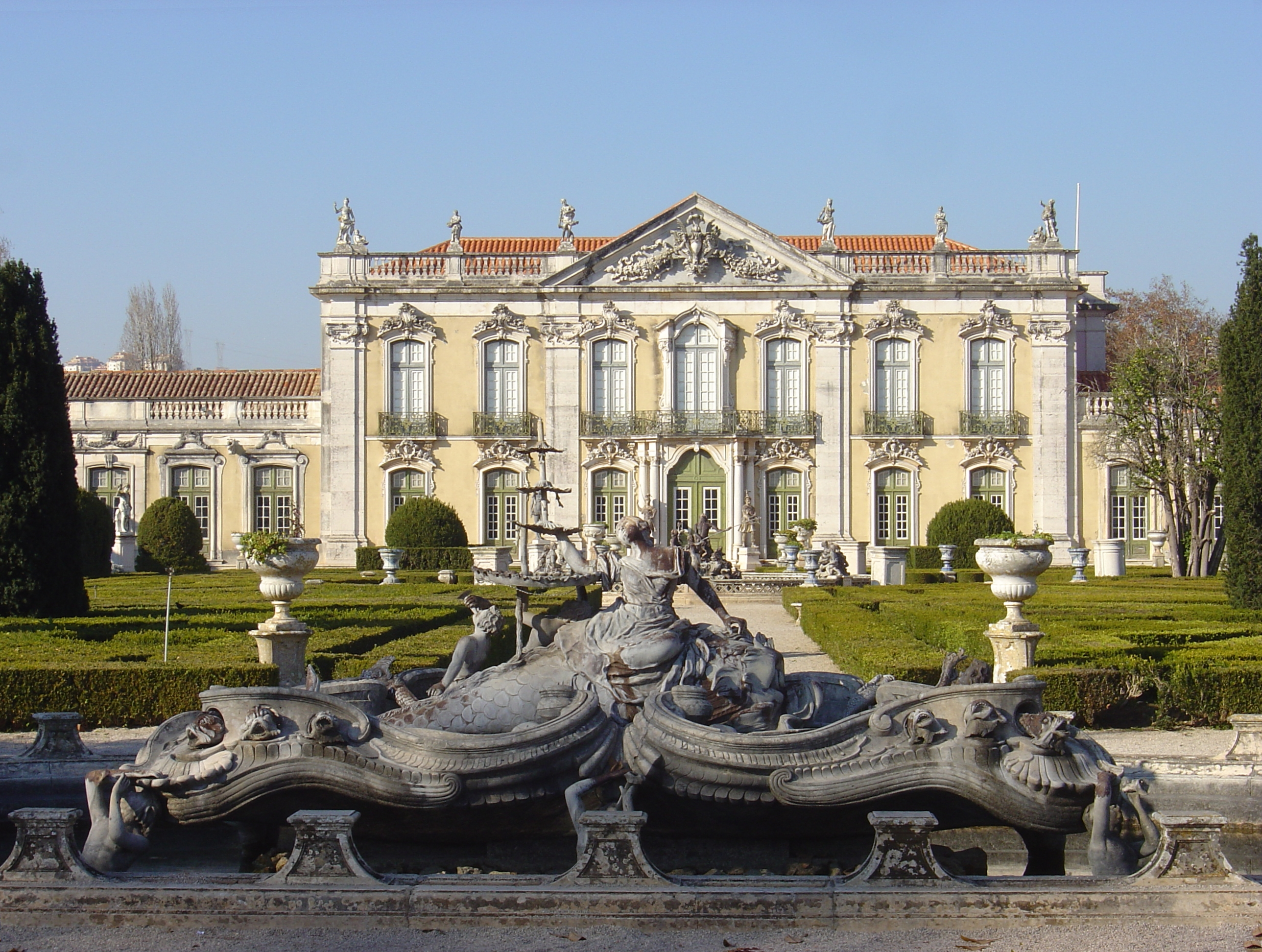
Aspecto do Palácio Nacional de Queluz, em cujos jardins hoje podem ser vistos os treinos e espectáculos da Escola Portuguesa de Arte Equestre. Iniciado em 1747, é contemporâneo da Coudelaria de Alter.

#### Argumento [integral]
Trata-ſe das qualidades , que devem ter os Cavallos deſtinados para a guerra : razão , por que devem ſeguir alguns ares , e trabalhos da Eſcola : inſtrucções , que devem ſaber os Picadores dos Regimentos para enſinar os Soldados , e os Cavallos delles , ſegundo o Regulamento do Senhor Rei D. José I. ; e como devem ſer exercitados os Cavallos deſtinados para a caça , tanto de viação , como volatil , a fim de ſerem agradaveis , e cómmodos nos ſeus movimentos para os Cavalleiros. 429.

Qualidades , que devem ter os Cavallos deſtinados para a guerra. 430.

Inſtrucções , que devem ter os Picadores dos Regimentos. Ibid.

Os Picadores devem ſaber pôr em prática as ſeguintes evoluções para adeſtrar os ſoldados com propriedade para ellas. 434.

Para apear , formar a pé , e montar outra vez a cavallo. 436.

Modo , por que devem ſer trabalhados os Cavallos deſtinados para a guerra. 439.

Diſpoſições para os Cavallos ſaltarem vallados , foſſos , e tranqueiras. 442.

EST. XCIII. Hum ſoldado a pé junto ao Cavallo , outro montando , e outro ſaltando a tranqueira. Ibid.

Conſtrucção , e coſtumes , que devem ter os Cavallos corredores , que ſervem para a caça. 444.

Movimentos , por que ſe conhece a falta de folgo nos Cavallos. 446.

Modo , pelo qual o Senhor Rei D. José I. hia ás caçadas. 448.

Modo , por que Sua Magestade ſahia á caça das Lebres. 450.

Estampa XCIII.

## Galeria de imagens

### Ares altos da alta escola

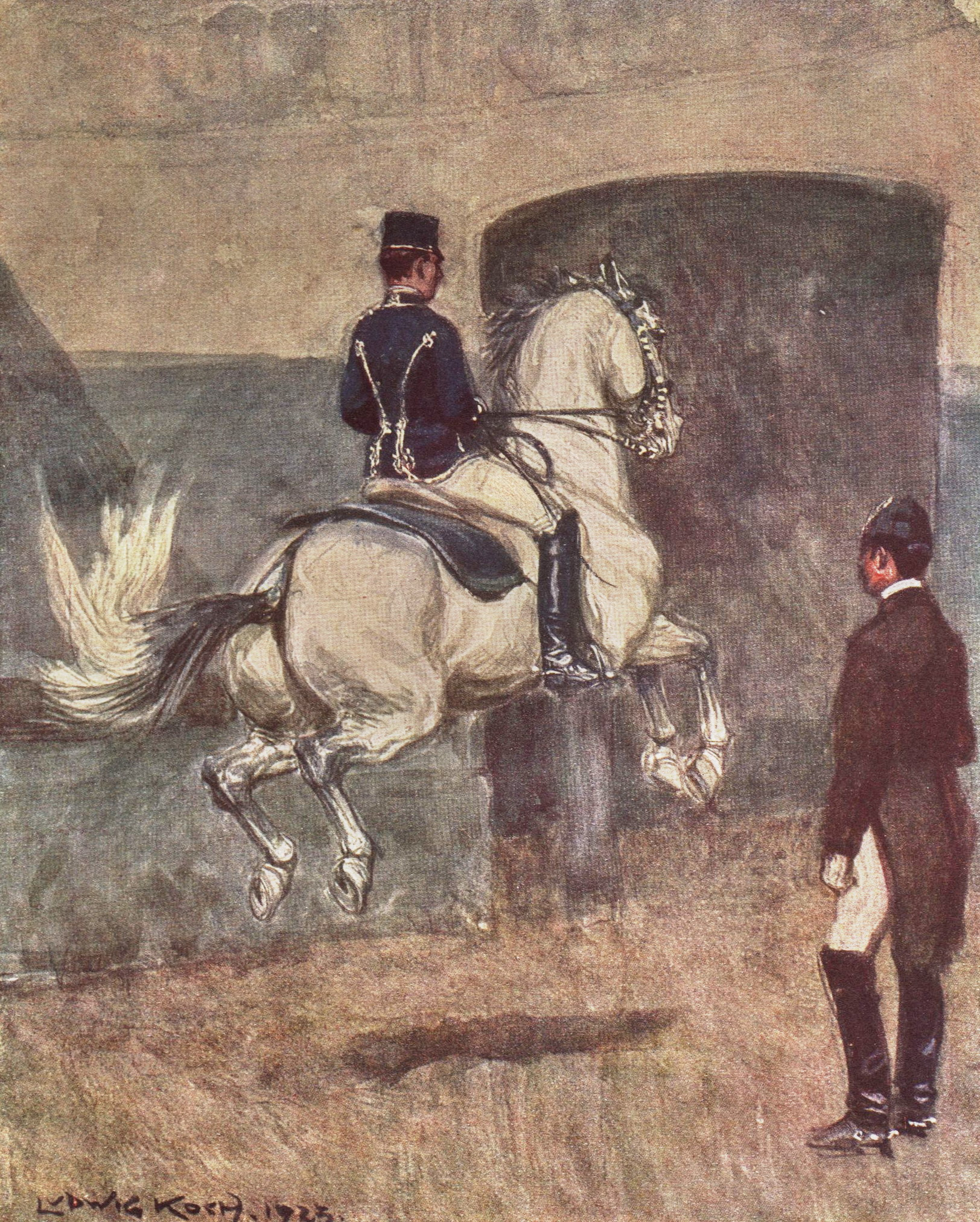
Balotada
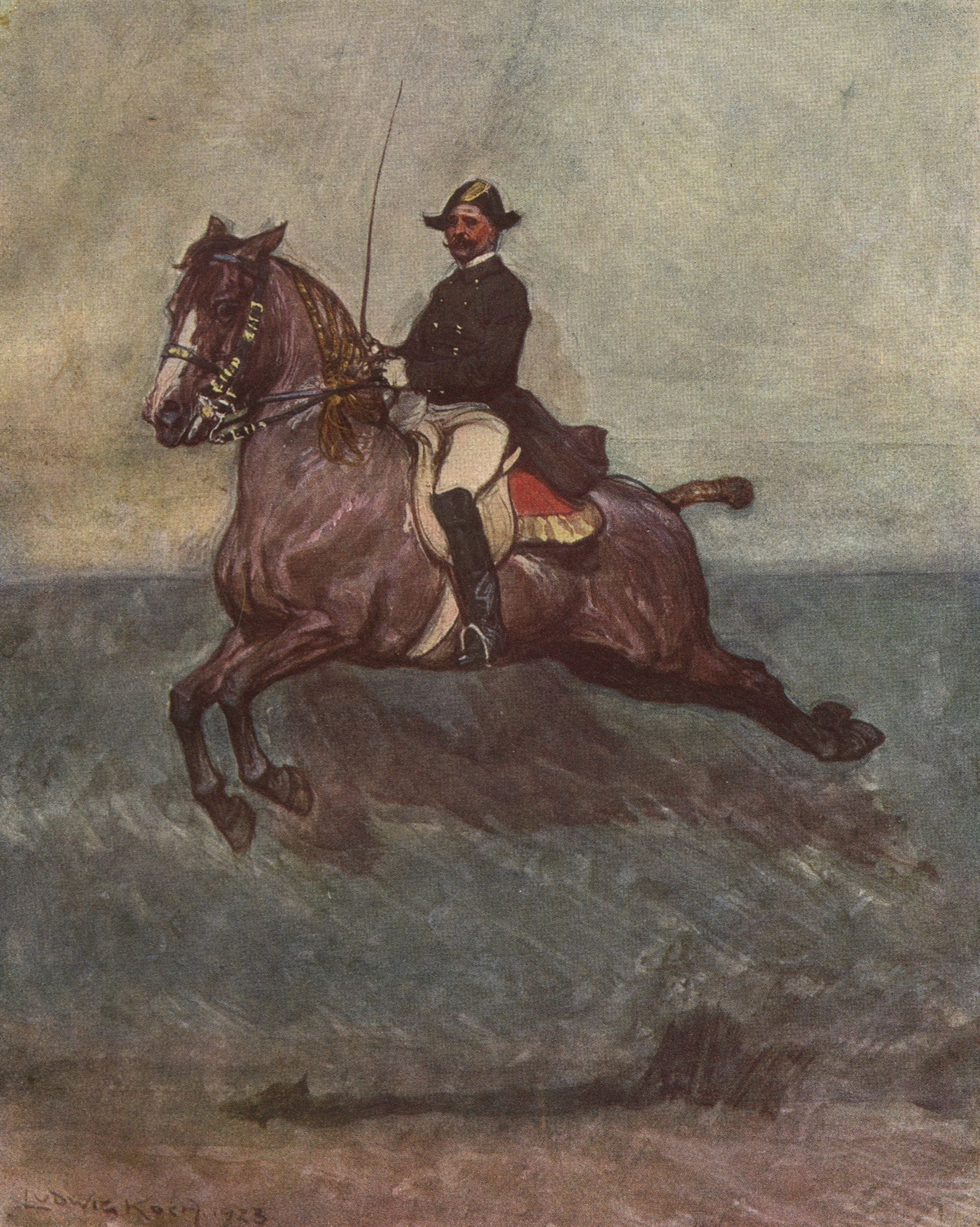
Capriola
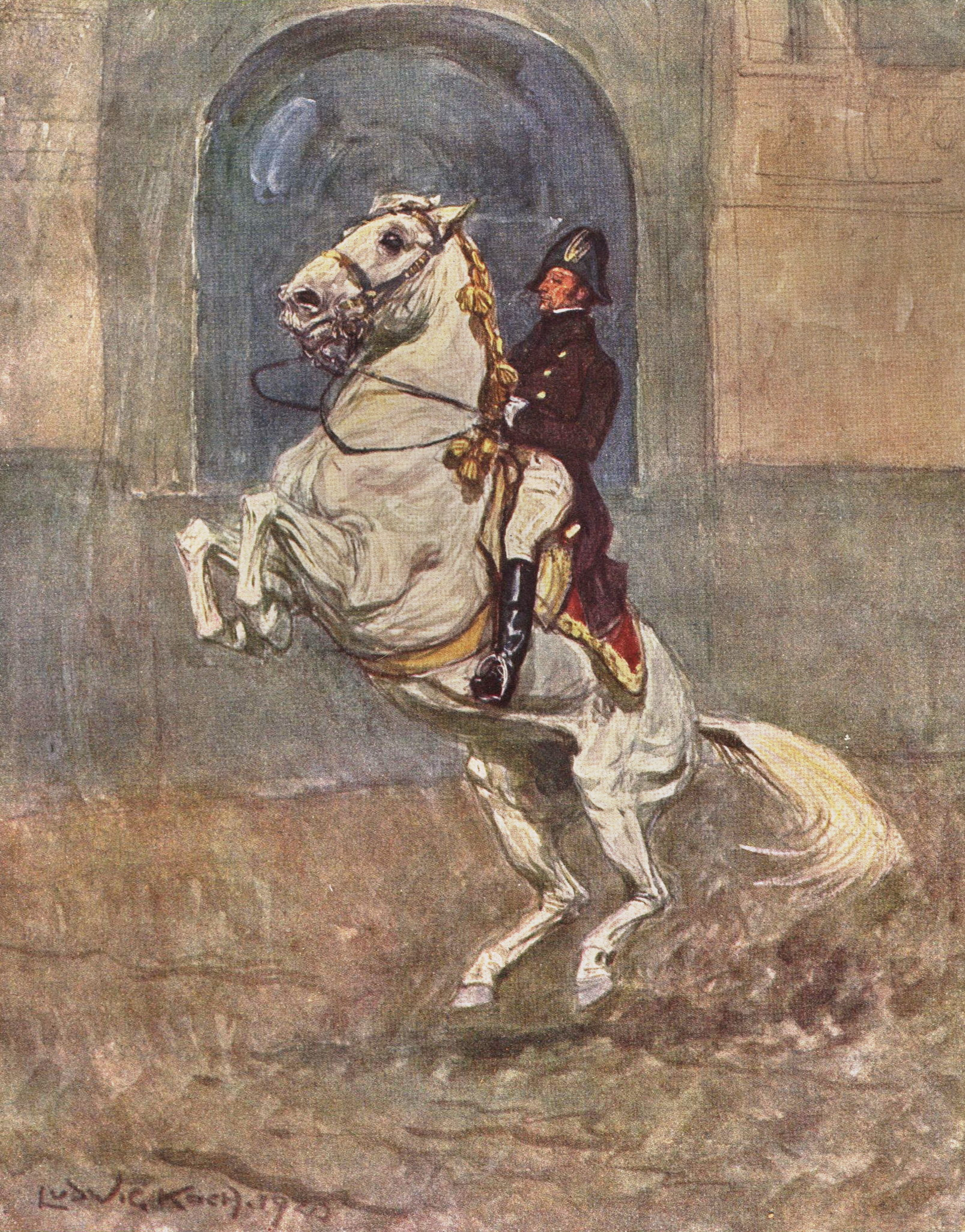
Corveta
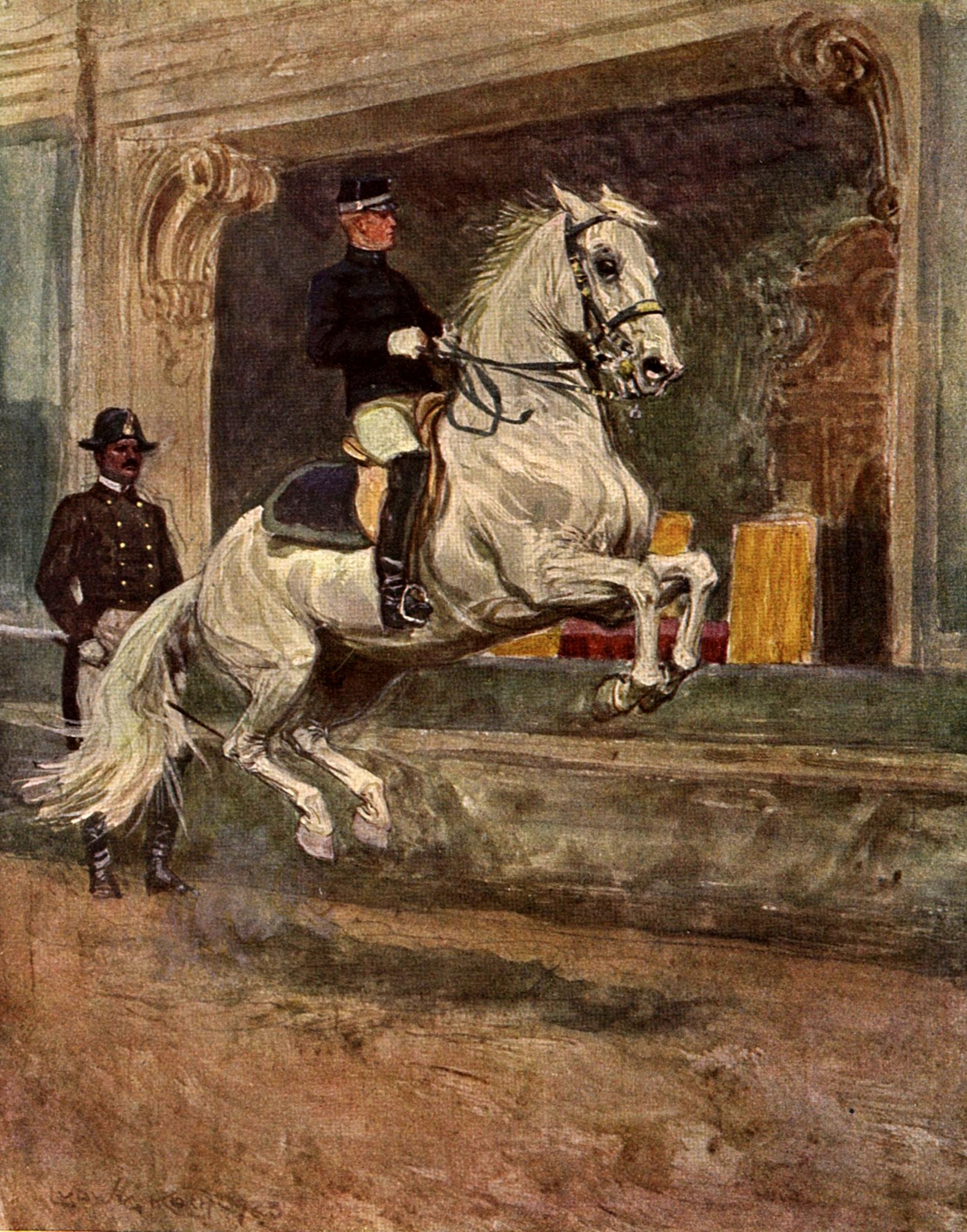
Pousada
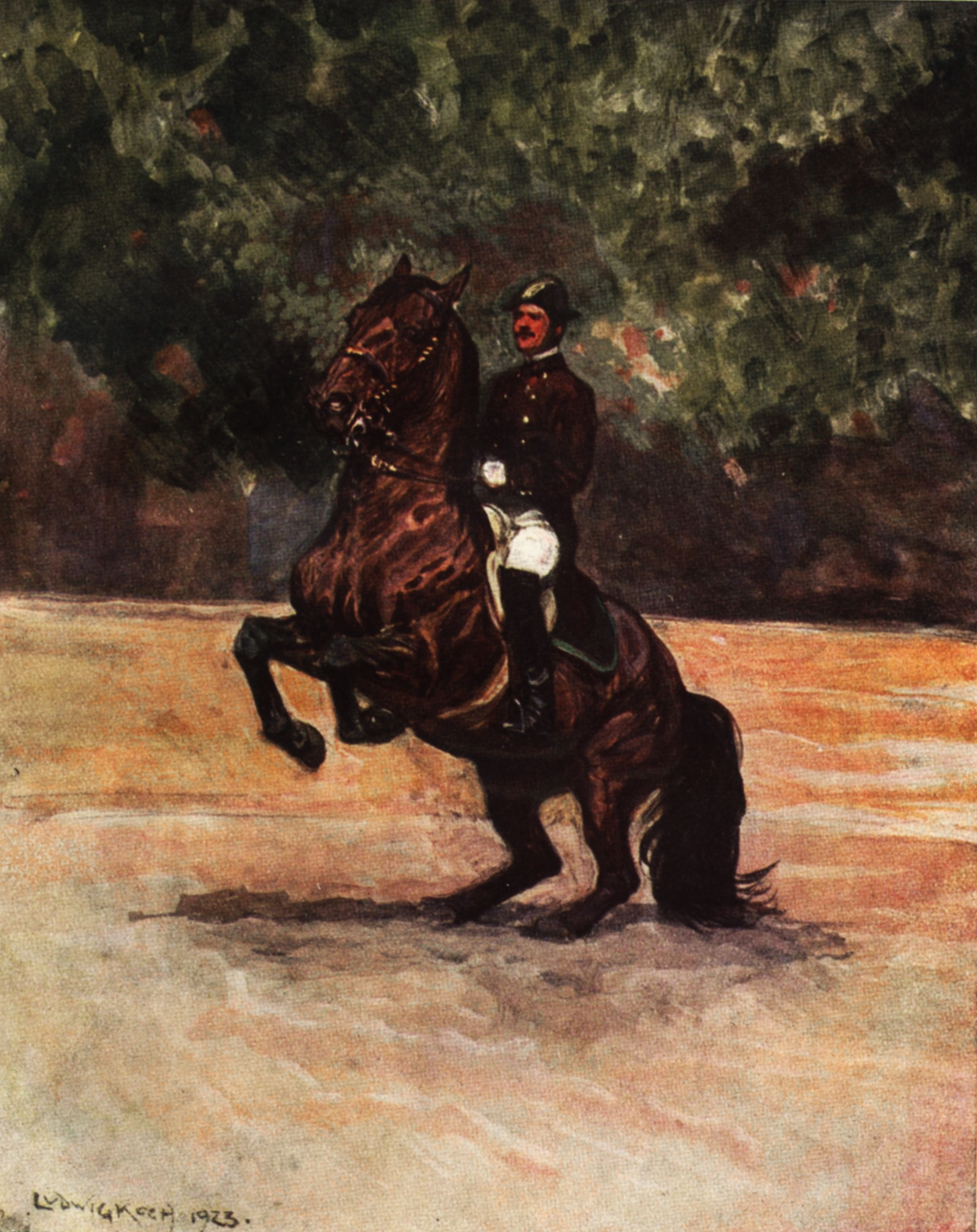
Levada

### O cavalo ibérico na pintura barroca

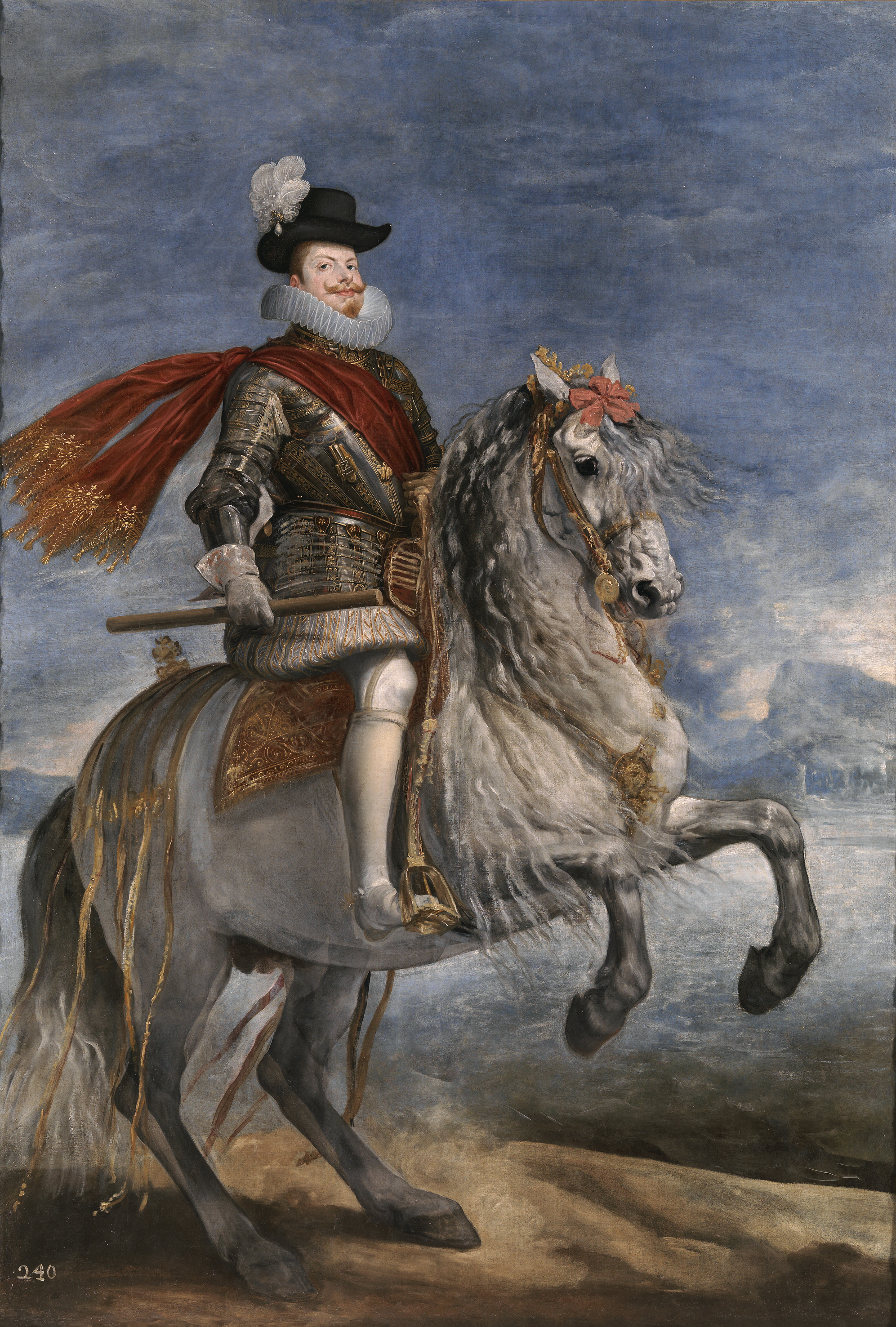
Filipe III de Espanha (II de Portugal), por Velázquez, 1634-1635
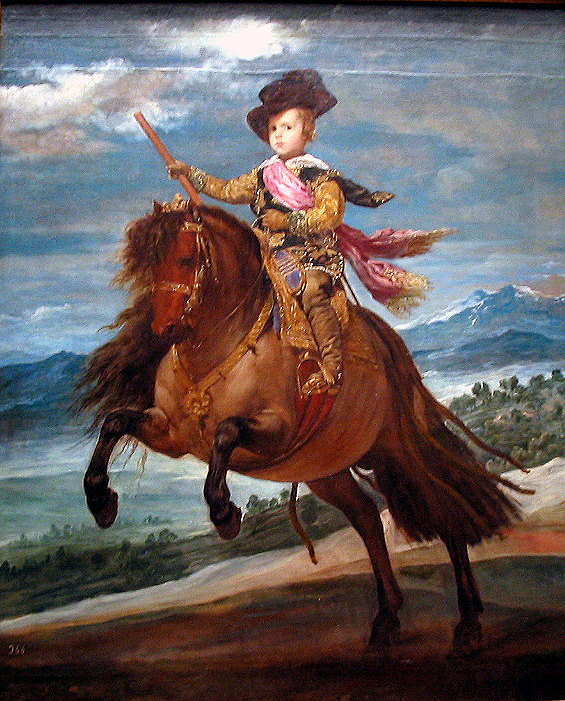
Baltasar Carlos, Príncipe das Astúrias, por Velázquez, 1632-1633
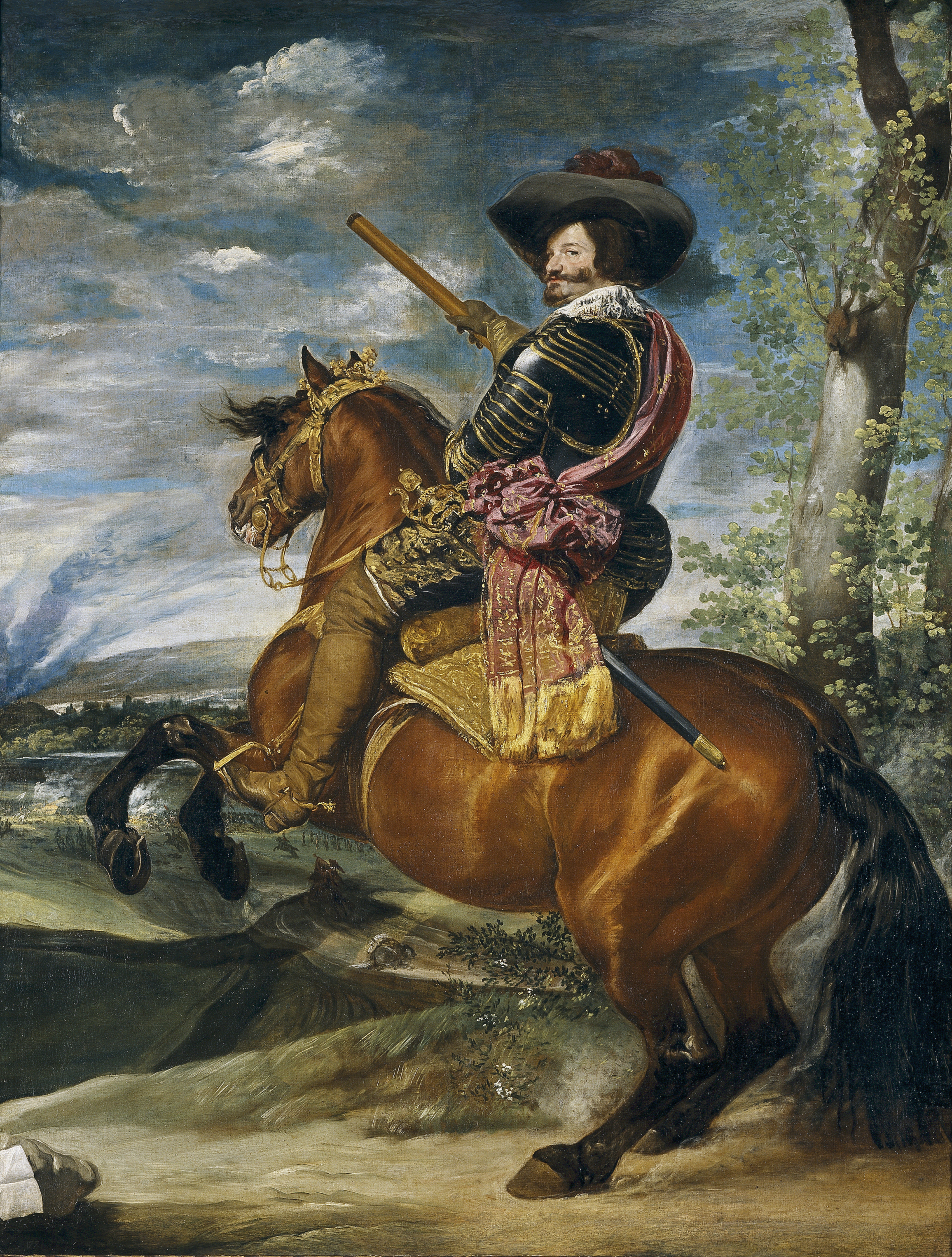
Conde-Duque de Olivares, por Velázquez, 1632-1633